# مجمع‌الجزایر مالایی

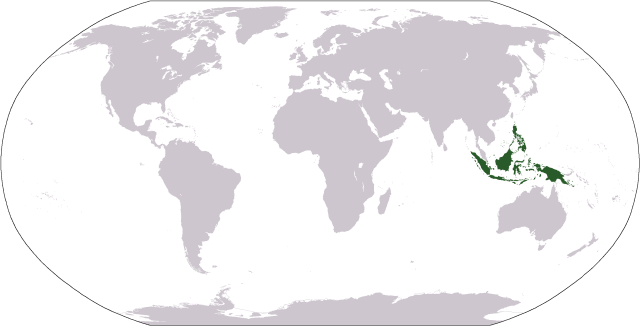
مجمع‌الجزایر مالایی

مجمع‌الجزایر مالایی نام گروه بزرگی از جزیره‌ها در جنوب شرقی آسیا، بین هندوچین و استرالیا است.
این مجمع‌الجزایر بزرگ‌ترین گروه از جزیره‌ها در جهان است و بیش از ۱۳ هزار جزیره از اندونزی و در حدود ۷ هزار جزیره از فیلیپین را شامل می‌شود.
در محل، این منطقه را بیشتر با نام «هند شرقی» می‌نامند.
گاه گینه نو را نیز بخشی از این مجمع‌الجزایر به‌شمار می‌آورند.